# Jan Mikušek
Jan Mikušek (narozen 11. listopadu 1970 Valašské Meziříčí) je český hudebník, zpěvák, kontratenor, dirigent a sbormistr.

## Život
Vystudoval hru na cimbál a dirigování na brněnské konzervatoři, pak dirigování na pražské Akademii múzických umění u Františka Vajnara, vedle toho studoval i zpěv.

## Hudební působení

### Dirigent
V roce 1991 se stal druhým dirigentem Českého filharmonického sboru Brno. Dirigoval muzikály Hair a Rusalka a nastudoval rockovou operu Juno a Avos. Od roku 2000 je dirigentem komorního sboru Vox Nymburgensis.
Od roku 2008 externě spolupracuje s Vokálním souborem Gregoriana z Košic. Jako hostující dirigent s nimi natočil alba "nova et vetera" (2012) a "Tempus Nativitatis"(2012). Při nahrávání alba "Harmonia pastoralis"(2017) působil nejen jako cimbalista a zpěvák, ale také jako hudební supervizor.

### Pěvec
Jako pěvec (kontratenor) se věnuje interpretaci staré hudby (např. se soubory Capella Regia Praha, Musica Florea, Ritornello, Societas Incognitorum), spolupracuje s Jiřím Stivínem a souborem Ensemble Damian (opery Tomáše Hanzlíka a Víta Zouhara) Ve svém repertoáru má oratoria, mše a kantáty J. S. Bacha, G. F. Händela, G. Carissimiho, G. B. Pergolesiho, A. Vivaldiho, A. Draghiho a J. H. Wiederera. V mužském kvartetu Affetto svůj záběr rozšiřuje také na hudbu soudobou a experimentální (Miloš Štědroň, Michal Košut, Jan Meisl, Arvo Pärt) a v mužském kvartetu Affetto i hudbě soudobé, navíc v několika rolích vystupoval také v Národním divadle. Je spoluzakladatelem Mezinárodního festivalu cimbálu ve Valašském Meziříčí a premiéroval mnoho skladeb pro cimbál.

### Varhaník
Jako varhaník hraje v kostele Narození svatého Jana Křtitele v Lysé nad Labem. 